# Betriebsstrecke
Betriebsstrecke (in der Schweiz: Dienststrecke) ist die Bezeichnung für eine Bahnstrecke, die nicht dem allgemeinen Verkehr dient, sondern eine rein innerbetriebliche Funktion hat. Auch in 
Oberleitungsbusnetzen sind Betriebsstrecken (in der Schweiz: Dienstfahrleitung) anzutreffen. 

## Charakterisierung
Von Betriebsstrecken wird hauptsächlich im Bereich des Öffentlichen Personennahverkehrs, also bei Straßen- und U-Bahn-Systemen gesprochen, aber auch bei Berg-, Insel- und anderen Klein- und Schmalspurbahnen. Im Eisenbahnbereich ist der Ausdruck weniger gebräuchlich.
Betriebsstrecken sind beispielsweise Zufahrten zum Depot oder Verbindungsgleise zwischen zwei U-Bahn-Strecken, die im Linienverkehr nicht befahren werden.

## Beispiele

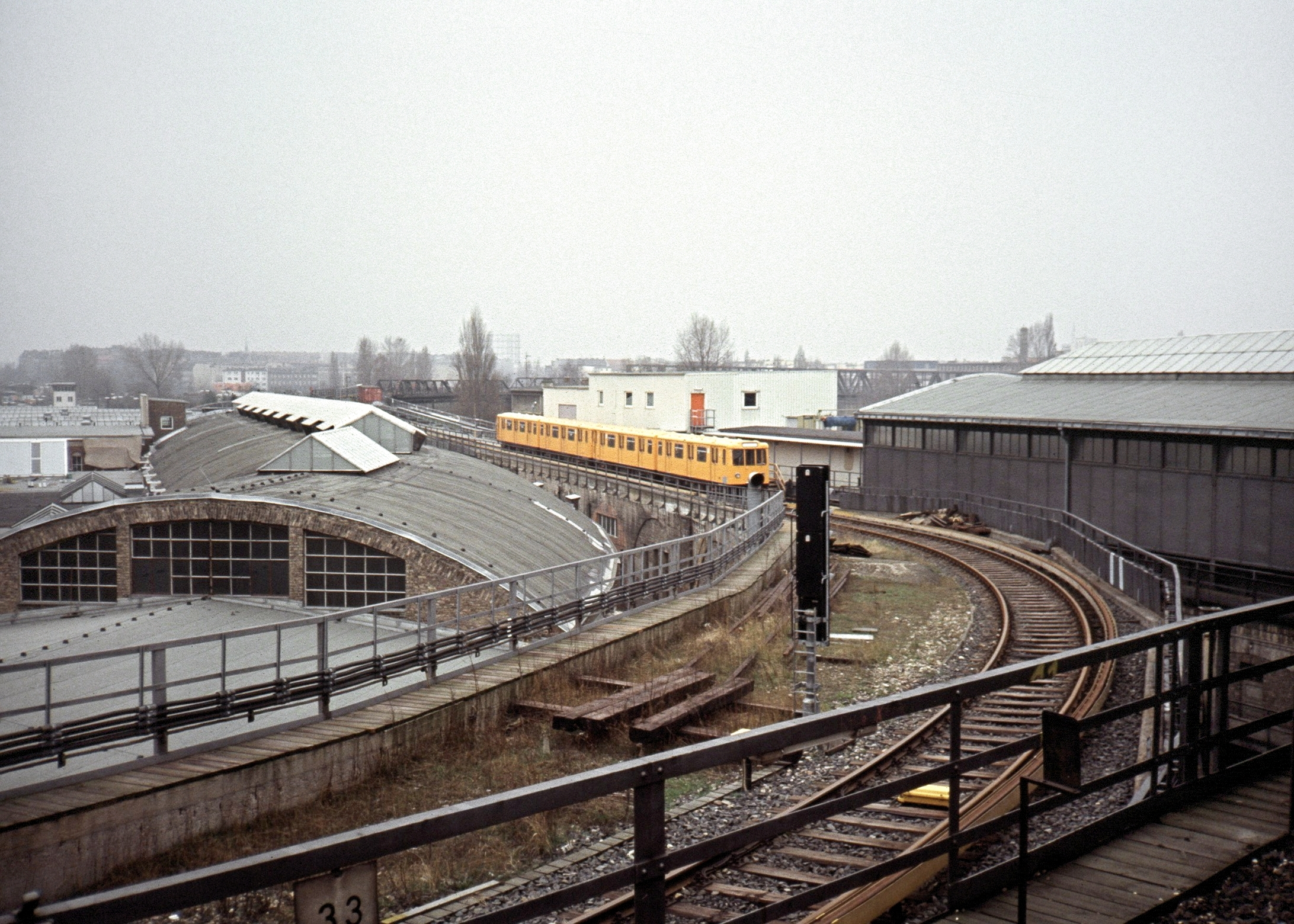
Südliches Verbindungsgleis am U-Bahnhof Gleisdreieck Berlin, 1988

### U-Bahn Berlin
- Ehemalige Streckengleise des Knotens Gleisdreieck wurden nach dessen Umbau als Verbindungen zwischen den Linien A und B genutzt.
- Die frühere Linie AIII (ab 1966: Linie 5) dient seit der Inbetriebnahme der U7 in diesem Bereich als von Arbeitsfahrzeugen genutzte Verbindung zwischen dem Kleinprofil- und dem Großprofil-Netz.
- Der 1952 gebaute Verbindungstunnel von der Linie A (Kleinprofil) zum Verbindungstunnel der Linien D und E (Großprofil), einer ehemaligen Investitionsruine (nicht in Betrieb genommener Tunnel der Linie D), wurde bis in die 1990er Jahre genutzt, um Kleinprofil-Fahrzeuge in die nur über die Großprofil-Strecke erreichbare Betriebswerkstatt Friedrichsfelde zu bringen.[1]
- Weitere Verbindungsgleise existieren z. B. an den Stationen Leopoldplatz (zwischen U6 und U9) und Hermannplatz (zwischen U7 und U8) und U-Bahnhof Berliner Straße (zwischen U7 und U9) und U-Bahnhof Mehringdamm (zwischen U6 und U7).

### Stadtbahn Dortmund
Die DSW21 betreibt unterirdisch ein Verbindungsgleis zwischen den Haltestellen Kampstraße und Brügmannplatz. Hierüber werden die täglichen Ein- und Ausrückfahrten bedient. Außerdem befindet sich ein Verbindungsgleis zwischen den Haltestellen Hafen und Insterburger Straße um von dort direkt zum Betriebsdepot Dorstfeld zu gelangen.

### U-Bahn Frankfurt
- Von der Kreuzung Eckenheimer Landstraße/Marbachweg (B-Strecke) führt die eingleisige Strecke der ehemaligen Straßenbahnlinie 13 zur Eschersheimer Landstraße, wo sie an der Station Dornbusch an die dort ebenfalls auf Straßenniveau geführte A-Strecke anschließt.
- Eine zweigleisige Betriebsstrecke führt von der Straßenbahntrasse der Linie 12 von der Kreuzung Ratsweg über „Am Riederbruch“ zur Strecke der U7 direkt am Erlenbruch/Frankfurter Volksbank-Stadion und von dort weiter zum Betriebshof Ost. Mit Ausnahme der Abendstunden, wo auch Fahrgäste bis zur Haltestelle Johanna-Tesch-Platz/Volksbank-Stadion mitfahren dürfen, ist die knapp 500 m lange Trasse eine reine Betriebsstrecke.
- Eine kreisförmige Straßenbahnbetriebsstrecke führt an der Haltestelle Zoo rund um die Grünanlagen des Alfred-Brehm-Platzes. Diese wird als Wendeanlage und Warteposition umgeleiteter und am Zoo endender Straßenbahnen und für den Richtungswechsel des Ebbelwei-Expreß genutzt.
- Nördlich der Stadtbahn Station „Heerstraße“ zweigt die Betriebsstrecke zur Stadtbahnzentralwerkstatt der VGF ab. Die Werkstatt ist für Schienenfahrzeuge ausschließlich über diese Betriebsstrecke erreichbar.

### Métro Paris
- Die Voie navette und die Voie des Fêtes zwischen den Stationen Porte des Lilas (Linie 3bis) und Pré Saint-Gervais (Linie 7bis).
- Die Voie Murat mit der nie eröffneten Station Porte Molitor.
- Eine rund zwei Kilometer lange unterirdische, eingleisige Betriebsstrecke führt von der Station Anvers  an der Linie 2 zur Station Gare du Nord der Linie 4.[2][3]

### Straßenbahn Nürnberg
- Mit Eröffnung der U2 bis Herrnhütte wurde die Verbindung vom Rennweg über Nordostbahnhof nach Ziegelstein am 28. Januar 1996 eingestellt, als Betriebsstrecke blieb sie zum Betriebshof Nordost noch bis 5. März 2001 bestehen.
- Wegen Baufälligkeit wurde auf der Linie 7/8 der durch einen Tunnel führende Streckenabschnitt Tristanstraße–Bayernstraße für den Personenverkehr ab dem 12. Dezember 2010 gesperrt. Da die Züge die Wendeschleife in der Bayernstraße benutzen, wird der Streckenabschnitt Bayernstraße–Tristanstraße ohne Fahrgäste befahren.
- Mit Eröffnung der U3 bis Friedrich-Ebert-Platz wurde die Verbindung vom Rathenauplatz zum Friedrich-Ebert-Platz für den Fahrgastbetrieb an der Linie 9 eingestellt, sie wird allerdings als Betriebsstrecke weiter existieren.

### Straßenbahn Toronto
- Die Linie 512 entlang der St. Clair Avenue ist nur über eine 1,3 Kilometer lange Betriebsstrecke mit dem übrigen Netz verbunden.

### Zahnradbahn Stuttgart
- Ein kurzer Abschnitt der alten Strecke (von 1884 bis 1936) dient heute als Betriebsstrecke von und zum Depot.

### Translohr Shanghai
- Die bisher einzige Tramway sur pneumatiques (Zhangjiang Tram, System Translohr) in Shanghai weist eine circa 300 Meter lange einspurige Betriebsstrecke auf. Sie beginnt zwischen der östlichen Endstation Zhangdong Road Jinqiu Road Station und der folgenden Haltestelle und führt von dort zum Depot.

### Trolleybus Zürich
- Die Strecke Hegibachplatz – Sempacherstrasse – Klusplatz dient als Anbindung der isolierten Linie 34 an das Hauptnetz.

### Schmalspurbahn
- Die Meiringen-Innertkirchen-Bahn in der Schweiz ist über eine kurze Strecke mit der Brünigbahn (gleiche Spurweite) verbunden. Bis Dezember 2010 war dies eine (aufgrund unterschiedlicher Fahrspannungen nicht elektrifizierte) Betriebsstrecke. Seither beginnen und enden die Züge der MIB im Bahnhof Meiringen, wodurch der Abschnitt zur regulär befahrenen Bahnstrecke wurde.